# NGC 1466
NGC 1466 ist ein Kugelsternhaufen in der Großen Magellanschen Wolke im Sternbild Hydrus, der im New General Catalogue verzeichnet ist. Der Kugelsternhaufen hat eine Winkelausdehnung von 1,9' und eine scheinbare Helligkeit von 11,4 mag. Er wurde am 26. November 1834 von John Herschel entdeckt.